# Pedro Schwartz y Mattos
Pedro Matías Francisco Schwartz y Mattos fue un político canario nacido en Santa Cruz de Tenerife en 1854 y fallecido en 1940.
Licenciado en Jurisprudencia, fue profesor de Segunda Enseñanza, impartiendo clases de Historia Universal, Psicología, Lógica y Ética en el Instituto Municipal de Santa Cruz de Tenerife.
Fue alcalde de Santa Cruz de Tenerife entre 1897 y 1899, del 10 de abril al 25 de diciembre de 1901, y de 1905 a 1907. También fue diputado a cortes por la isla de La Gomera en 1919, Presidente de la Diputación Provincial de Canarias en 1924 y Presidente de la Junta de Obras del Puerto de Santa Cruz de Tenerife entre mayo de 1922 a enero de 1923. 
También dirigió el periódico El Progreso de Canarias en 1880.
Recibió la condecoración de la Gran Cruz de Isabel la Católica y la Gran Cruz del Mérito Militar con distintivo blanco.